# Naoya Ishigami
Naoya Ishigami (石神 直哉?, Ishigami Naoya; Kamisu, 2 marzo 1985) è un ex calciatore giapponese, di ruolo difensore.

## Palmarès
- Campionato giapponese: 2

Kashima Antlers: 2007, 2008